# Kathleen Clarke
Kathleen Clarke (en irlandais : Caitlín Bean Uí Chléirigh ) née le 11 avril 1878 à Limerick et morte le 29 septembre 1972 à Liverpool, est une personnalité politique irlandaise. Elle est membre fondateur de l'organisation féminine Cumann na mBan. Elle est députée et sénatrice (État libre d'Irlande) pour le Sinn Féin et le Fianna Fáil, et maire de Dublin (1939-1941).

## Biographie
Kathleen Daly est la fille d'Edward Daly, négociant et de Catherine née O'Mara, couturière. Sa famille a des liens étroits avec le milieu nationaliste irlandais, et son père est brièvement emprisonné en 1866, tandis que son oncle paternel, John Daly, futur maire de Limerick, est emprisonné pour ses activités politiques. Après des études dans une école catholique de Limerick, elle fait un apprentissage de couturière et ouvre son propre atelier de couture. Elle fait la connaissance de Thomas Clarke en 1899. Le couple s'installe aux États-Unis et se marie en 1901. À New York, Kathleen rejoint la Ligue gaélique. Ils se réinstallent en 1907 en Irlande, et ouvrent un bureau de tabac et dépôt de journaux à Dublin, initialement au 75A Parnell Street, puis au 77 Amiens Street. Tom Clarke est l'un des instigateurs de l'Insurrection de Pâques 1916. Kathleen Clarke est membre fondateur du Cumann na mBan (conseil des femmes irlandaises) en 1914. Lors de l'insurrection de 1916, elle est brièvement détenue au château de Dublin, puis elle est relâchée, tandis que son époux, son frère Edward « Ned » Dalyn, et son ami Seán Mac Diarmada, sont fusillés.
Elle crée, en mai 1916, un fonds destiné à aider les membres de la famille tués ou emprisonnés à la suite du soulèvement de Pâques 1916, avec l'aide de Sorcha MacMahon.
Elle rejoint le Sinn Féin et est l'une des quatre femmes élues au comité exécutif du parti en 1917. Elle est nommée vice-présidente du Cumann na mBan en 1918. En lien avec l'accusation de conspiration irlandaise contre les intérêts britanniques, du nom de « complot allemand (en) », elle est arrêtée et détenue durant onze mois à la prison de Holloway. Pendant la Guerre d'indépendance irlandaise, elle exerce les fonctions de juge de district auprès des tribunaux républicains de Dublin. Elle est alderman pour les Wood Quay et Mountjoy Wards de la Dublin Corporation de 1919 à 1925.
Elle est candidate du Sinn Féin au Deuxième Dáil aux élections de 1921 pour la circonscription de Dublin-Mid. Elle se prononce contre le traité anglo-irlandais lors des débats de décembre 1921 et en janvier 1922 et refuse notamment le serment d'allégeance à la constitution et au souverain britannique. Elle n'a pas été réélue aux élections générales de 1922. Elle quitte le Sinn Féin en 1926 et est membre fondateur du Fianna Fáil. Lors de l'élection de juin 1927, elle est réélue pour le Fianna Fáil au 5e Dáil. Elle perd cependant son siège aux élections de septembre 1927 et n'est plus réélue. Elle est ensuite sénatrice représentante du Fianna Fáil de 1928 jusqu'à sa suppression en 1936.
Elle est la première maire du Fianna Fáil à Dublin et la première femme lord maire de 1939 à 1941 Elle s’est opposée à la Constitution irlandaise, estimant que plusieurs de ses sections placeraient les femmes dans une position inférieure à celle qui leur avait été conférée dans la Proclamation de la République irlandaise. Bien qu'elle ne cautionne pas les attentats commis par l'IRA en Angleterre pendant la Seconde Guerre mondiale, elle appelle le gouvernement irlandais à gracier les condamnés à mort. Cela la conduit à rompre complètement avec le Fianna Fáil après la fin de son mandat de Lord Maire, en 1941. Elle s'est également opposée à la perception d'une centralisation du gouvernement local et au pouvoir accru des chefs de comté et de ville, introduite par Seán MacEntee. Elle refuse d'être  candidate du Fianna Fáil lors des élections générales de 1943.
Elle est candidate du Clann na Poblachta à l'élection générale de 1948 dans la circonscription du nord-est de Dublin mais n'est pas élue.
Elle se retire de la vie politique après 1948 mais reste active dans les conseils d'administration de divers hôpitaux et dans la National Graves Association. En 1966, dans le cadre des commémorations du soulèvement de Pâques 1916, elle reçoit un doctorat honoris causa décerné par l'Université nationale d'Irlande. À la fin des années 1960, elle s'installe chez son plus jeune fils, à Liverpool, où elle meurt en 1972 dans une maison de santé. Son corps est rapatrié en Irlande et elle reçoit des funérailles nationales, avant d'être enterrée au Deans Grange Cemetery de Dublin. Sa tombe porte l'inscription de son nom en irlandais : Caitlín Bean Uí Chléirigh.

## Distinctions
- 1921 : Freedom of Limerick[1]
- 1966 : docteure honoris causa, Université nationale d'Irlande[1]